# Fritz Nöll
Georg Friedrich Nöll (* 11. Januar 1859 in Gudensberg (Schwalm-Eder-Kreis); † 11. Dezember 1932 ebenda) war ein deutscher Gutsbesitzer und Abgeordneter des Provinziallandtages der preußischen Provinz Hessen-Nassau sowie des Preußischen Abgeordnetenhauses.

## Leben
Georg Friedrich Nöll wurde als Sohn des Gutsbesitzers und Abgeordneten Christian Nöll und dessen Gemahlin Maria Steinmetz geboren.
Er besuchte die Landwirtschaftsschule in Lüdinghausen in Westfalen und übernahm später den elterlichen Gutshof. 
1904 erhielt er ein Mandat für den Kurhessischen Kommunallandtag des Regierungsbezirks Kassel, aus dessen Mitte er zum Abgeordneten des Provinziallandtages der Provinz Hessen-Nassau bestimmt wurde. Er blieb bis 1919 in den Parlamenten. Als Mitglied der Deutschkonservativen Partei erhielt er 1912 einen Sitz im Preußischen Abgeordnetenhaus, den er bis 1919 behielt.  